# زلزال البرتغال 1969
زلزال البرتغال 1969 هو زلزال ضرب غرب البرتغال والمغرب في 28 فبراير 1969 في الساعة 3:41 بتوقيت وسط أوروبا (2:41 بتوقيت جرينتش)
جاء أصل الزلزال من غرب مضيق جبل طارق، حيث بلغت قوته 7.8 درجة على مقياس درجة العزم، فيما بلغت معدل سبعة (قوي جدا) على مقياس ميركالي
يعتبر الزلزال آخر زلزال كبير حصل في البر الرئيسي للبرتغال، والأهم خلال القرن العشرين.

## الأسباب
يقع مركز الزلزال السطحي في منطقة زلزالية منتشرة تسمى حزام الزلازل الأزور- جبل طارق، الذي يمثل الحدود بين الصفيحة الأفريقية والصفيحة الأوراسية.
كشفت الدراسات التي أجريت باستخدام قياس أعماق شعاع متعدد الحزم عن وجود أخطاء عكسية جديدة في اتجاه SW-NE ومحاور قابلة للطي بالإضافة إلى مجموعة من سلالات اتجاه WNW-ESE تفسر على أنها أخطاء الانزلاق. وقع الزلزال في سهل Abyssal Horseshoe Plain، حيث تم تصوير أخطاء عكسية نشطة على بيانات الانعكاس الزلزالي.

## النتيجة والخسائر
أودى الزلزال البالغ معدله 7.8 درجة، في مقتل ثلاثة عشر شخصًا (11 في المغرب و 2 في البرتغال)وجروح طفيفة لعدد كبير من الناس. فيما كانت الأضرار التي لحقت بالمباني المحلية وفقًا للمسح الجيولوجي الأمريكي «معتدلة». بشكل عام، استجابت هياكل الزلزال التب جيدًا، مما تسبب في أضرار طفيفة.